# Супермаллой
Супермаллой — сплав, состоящий из 79 % никеля, 5 % молибдена и 16 % железа. Относится к магнитно-мягким материалам.
Обладает исключительно высокой магнитной проницаемостью (до 100 000 и более) и малой коэрцитивной силой. Удельное электрическое сопротивление сплава — 0,6 мкОм·м.
Применяется для изготовления деталей приборов в радиотехнике, телефонии, телемеханике.
Сверхмагнитный металлический сплав. Подвергается термической обработке, заключающейся в аустенизации, закалке и вторичном нагреве до 600 градусов.